# Bay Lake
Bay Lake és una població dels Estats Units a l'estat de Florida. Segons el cens del 2000 tenia 23 habitants.

## Demografia
Segons el cens del 2000, Bay Lake tenia 23 habitants, 9 habitatges, i 6 famílies. La densitat de població era de 0,4 habitants per km².
L'edat mediana era de 18 anys. Per cada 100 dones de 18 o més anys hi havia 183,3 homes.
La renda mediana per habitatge era de 86.288 $ i la renda mediana per família de 86.288 $. Els homes tenien una renda mediana de 76.284 $ mentre que les dones 21.667 $. La renda per capita de la població era de 26.731 $. Cap de les famílies estaven per davall del llindar de pobresa.

## Poblacions més properes
El següent diagrama mostra les poblacions més properes.